# Westpunt
Westpunt o Sabana Westpunt è un centro abitato di Curaçao, situato nella parte più occidentale dell'isola.

## Economia

### Turismo
Westpunt è famosa per le eccellenti immersioni subacquee ed è sede di numerosi siti di immersione a terra e in barca, tra cui un relitto aereo sommerso e bellissime scogliere. La maggior parte degli alloggi turistici a Westpunt si rivolge ai subacquei e offre eccellenti infrastrutture. È disponibile un centro immersioni a Playa Kalki.